# کتاب‌شناسی شیخ طوسی
کتاب‌شناسی شیخ طوسی بالغ بر ۵۳ اثر در زمینه‌های مختلف را شامل می‌شود. ابوجعفر محمد بن حسن طوسی ملقب به شیخ طوسی (م. ۴۶۰ ه‍.ق) از جمله فقیهان و دانشمندان شیعه می‌باشد که آثار پرشماری را در موضوعات مختلف از خود به جای گذاشته‌است. وی در خراسان و به سال ۳۸۵ ه‍. ق، دیده به جهان گشود. وی تا ۲۳ سالگی در خراسان ماند و به تحصیل مقدماتی پرداخت. سرانجام در سال ۴۰۸ ه‍.ق به بغداد مهاجرت کرد. وی پس از فوت استادش سید مرتضی در ربیع‌الاول ۴۳۶ ه‍. ق، ریاست علمی و فتوایی شیعه را عهده‌دار گردید. خلیفه عباسی وقت، قائم بامر الله، وی را عهده‌دار کرسی تدریس کلام نمود. دوران اقامت شیخ طوسی در بغداد، همزمان با روی کار آمدن خاندان سنی مذهب سلجوقی و افول خاندان شیعی آل بویه بود. همچنین حنبلیان در بغداد، ائتلافی به راه انداختند که همگی آنها سبب شد حملاتی به بغداد صورت گرفته‌است و محله کرخ (محل زندگی شیخ) مورد تعرض و غارت قرار گیرد. در یکی از این حملات، کتابخانه بزرگ شیخ طوسی به آتش کشیده شده و شیخ مجبور به ترک بغداد و مهاجرت به نجف می‌شود. طوسی در نجف اقدام به تأسیس یک حوزه علمیه می‌نماید و شاگردانی را تربیت می‌نماید. طوسی به تاریخ بیست و دوم محرم سال ۴۶۰ ه‍.ق در نجف، در سن هفتاد و پنج سالگی از دنیا رفت. وی در خانه خویش دفن گردید. شیخ را مؤسس طریقه اجتهاد مطلق می‌دانند و به او القاب «شیخ»، «شیخ الطائفه» و «شیخ الامامیه» داده‌اند.
شیخ طوسی توانسته‌است با در اختیار داشتن کتابخانه بزرگ بغداد، آثاری فراوانی را با موضوعات مختلف به نگارش درآورد. تعداد آثار شیخ طوسی مورد اختلاف مؤلفان و محققان قرار گرفته‌است. شیخ طوسی در الفهرست، تعداد آثار خویش را ۴۲ مورد یاد کرده‌است، اما این تعداد، شامل تمام آثار وی نمی‌شود. آقابزرگ تهرانی، پس از تحقیقی مفصل در خصوص زندگانی شیخ، تعداد آثار منسوب به وی را ۴۷ اثر دانسته و آنها را شامل کتاب و رساله‌های شیخ گزارش کرده‌است. محمد واعظ زاده نیز تعداد آثار شیخ را ۴۸ مورد می‌داند. از میان این آثار، حدود بیست عنوان کتاب، در دسترس نیست و از میان رفته‌است. همین امر تاریخ‌گذاری این آثار مفقود را دشوار و ناممکن می‌نماید.

## ویژگی‌های آثار
آثار شیخ طوسی با توجه به تاریخ زندگانی وی در مقاطع مختلف، به‌طور کلی در سه دوره نگارش یافته‌اند: دوره نخست، بین سال‌های ۴۰۸ تا ۴۳۶ ه‍.ق است که مربوط به دوران حضور شیخ در بغداد و تا پیش از مرگ استادش سید مرتضی و عهده‌داری بر زعامت شیعیان می‌باشد. دوره دوم بین سال‌های ۴۳۶ تا ۴۵۰ ه‍.ق است که در آن دوره، شیخ عهده‌دار منصب زعامت گردیده‌است. دوره سوم که بین سال‌های ۴۵۰ تا ۴۶۰ و پس از هجرت شیخ به نجف را رقم زده‌است. اکثر آثار شیخ در دوره دوم نگارش یافته‌است و آثاری که در دوره نخست به رشته تحریر درآمدند، بیشتر در حوزه حدیث و کلام بوده‌اند. اما اکثر آثار شیخ در دوره دوم، با رویکردی فقهی نگاشته شده‌اند. در دوره سوم نیز، اکثر کتب به شکل املاء بوده‌اند و احتمالاً این امر به جهت مشغله‌های شیخ در تأسیس حوزه علمیه در نجف بوده‌است. احتمالاً اهتمام شیخ به تربیت شاگردان و تأسیس حوزه نیز، مربوط به کتاب سوزی کتابخانه بغداد می‌شد.

او پیشوای فقه و حدیث و تفسیر و کلام است و در بین تمامی علمای اسلام، و در میان رشته‌های علمی کسی نظیر او نیست. وی کتاب‌هایی را به رشته تحریر درآورده که هیچ‌کس در عالم اسلام در نوشتن چنین کتاب‌هایی بر او پیش‌دستی نکرده‌است.

تأسیس الشیعه: ص۳۰۴
یکی از ویژگی‌های آثار شیخ طوسی، منابع در دسترس وی می‌باشد. شیخ پس از هجرت به بغداد، به کتابخانه بزرگ کرخ دسترسی پیدا کرد و توانست از آثار این کتابخانه که شامل اصول روایی بوده‌است، کمال استفاده را نموده و از کتب، آن استنساخ نمود. این استنساخ به جهت وظیفه زعامت بر شیعیان، صورت گرفته‌است. اهمیت این استنساخ زمانی مشخص شد که کتابخانه کرخ، تماماً در آتش‌سوزی از بین رفت. دیگر کتابخانه‌هایی که در دسترس شیخ بود، کتابخانه سید مرتضی بود که شیخ توانست ۲۸ سال در آنجا حضور داشته باشد. وسعت این کتابخانه، هشتاد هزار عنوان کتاب بوده‌است. شیخ توانست در دوران حیات خویش، آثار متعددی را در موضوعات متنوع، به رشته تحریر درآورد. این موضوعات عبارتند از: فقه، کلام، اصول فقه، تفسیر، حدیث، رجال، ادعیه و عبادات و… این ویژگی‌ها سبب شد تا حدود صد سال، دانشمندانِ پس از شیخ طوسی، به آثار شیخ اکتفا نمایند. این پیروی تا جایی پیش رفت که مخالفت با نظر و فتوای شیخ، توهین به وی تلقی می‌شد. اولین کسی که به مخالفت با برخی آرای شیخ طوسی پرداخت، ابن ادریس حلی (مـ ۵۹۸ ه‍.ق) بوده‌است که دانشمندان بین عصر شیخ تا عصر خویش را مقلده می‌خواند.
برخی بر این باورند که شیخ طوسی آثارش را به ترتیب تاریخ نگارش در کتاب خویش الفهرست گزارش کرده‌است، اما این نظریه دچار ضعف‌هایی می‌باشد که با دقت در مولفات شیخ روشن می‌گردد. برای روشن شد ترتیبی دقیق از آثار شیخ طوسی، قرائن مختلفی وجود دارد که مورد استفاده در فهرست حاضر قرار گرفته‌است، از جمله آنها:
- تصریح شیخ به تاریخ تألیف
- ذکر عنوان کتب در کتاب‌های دیگر
- ذکر یا عدم ذکر عنوان کتاب در رجال کشی
- به‌کارگیری برخی القاب در کتاب چون «رحمة الله» و «ادام الله» برای استادان
- ترتیب عناوین کتب در کتاب الفهرست

### کتب اربعه

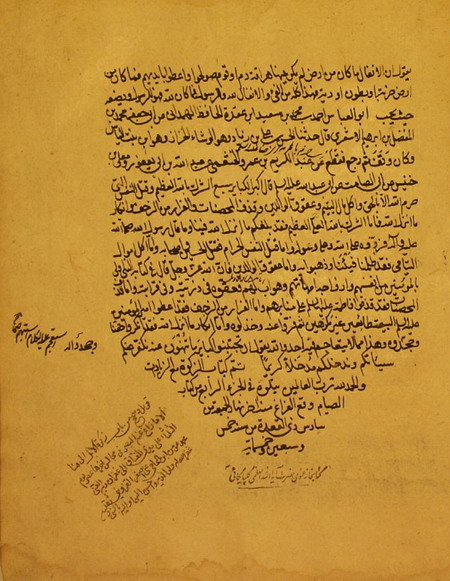
برگی از یک نسخه نفیس و قدیمی تهذیب الاحکام، مربوط به سده ۱۱ هجری که تاریخ ۵۷۵ قمری در آن دیده می‌شود

دو اثر شیخ به نام‌های «الاستبصار» و «التهذیب»، در میان شیعیان دوازده‌امامی، از کتب اربعه شناخته می‌شود. اولین کتاب از کتب اربعه، به همت محمد بن یعقوب کلینی (شیخ کلینی) و با نام کافی به رشته تحریر درآمد. با فاصله اندکی محمد بن علی بن بابویه (شیخ صدوق) کتاب من لایحضره الفقیه را نوشت و پس از آن محمد بن الحسن طوسی (شیخ طوسی) دو کتاب تهذیب و استبصار را گردآوری کرد. بجز کتاب کافی، سه کتاب دیگر در دوران سلطه آل بویه تألیف شدند و در آغاز دوره سیاسی بویهی‌ها شهرت یافتند. به این چهار کتاب اصلی حدیثی، اولین بار در قرن ششم هجری قمری «کتب اربعه» یا «الاربعه» اطلاق شده‌است. استفاده از این تعبیر احتمالاً به جهت جایگزینی برای صحاح سته (آثار حدیثی اهل سنت) تعبیر شده‌است. پس از تحریر کتب اربعه، به مرور از رغبت دانشمندان حدیث در اسنتساخ اصول کاسته شد و در نتیجه بسیاری از کتب حدیثی متروک گردید. در آتش‌سوزی کتابخانه کرخ بغداد به سال ۴۴۷ ه‍. ق، برخی از کتب اصول به کلی از بین رفتند. یکی از عواملی که شیخ کلینی، شیخ صدوق و شیخ طوسی را که به محمدون ثلاث شهره‌اند، به تدوین کتب اربعه واداشت، وجود تعارض‌ها در روایات، مبارزه با جریان انحرافی غلات و تحریف روایات بود. پس از تدوین کتب اربعه، و با تلاش‌های سید مرتضی و شیخ مفید در زمینه حدیث؛ پرونده نابسامانی در احادیث شیعه در عصر متقدمان بسته گردید و تاریخ شاهد تدوین کتب کلامی و فقهی در بین دانشمندان شیعه بود.

#### تهذیب الاحکام
از ویژگی‌های اصلی کتاب تهذیب الاحکام، دسترسی نویسنده آن به کتابخانه‌های بزرگی چون کتابخانه سید مرتضی و کتابخانه محله کرخ بغداد و تجمیع روایاتی که شناخته شده نبوده‌اند می‌باشد. در این اثر روایات متعارض گزارش شده‌اند و این مسئله به عمق و اعتبار بیشتر می‌افزاید. شیخ در این اثر، روایات ابتدای باب را بر روایات انتهای باب، ترجیح داده‌است. این اثر بر ترتیب کتاب مقنعه اثر شیخ مفید نگاشته شده‌است. شیخ طوسی، برای اختصار در کتابش، احادیث را با سندی معلق نقل می‌کند و در انتهای کتاب، طریقه خویش به هر راوی را می‌نویسد. روایات این اثر اکثر در زمینه فقه هستند و نسبت به آثار صدوق و کلینی، احادیث فقهی بیشتری را شامل می‌شود. این اثر توانسته ارائه نسبتاً کاملی از آراء موافق و مخالف احکام شرعی مورد اختلاف را داشته باشد. بر این اثر نقدهایی وارد شده‌است از جمله روایت احادیث ضعیف، ضعف در بیان وجوه حل تعارض بین روایات، بیان دلایل غیر محکم برای برخی ادعاها و وقوع خطا و تحریف در نقل سند و متن برخی روایات.

#### استبصار
کتاب استبصار اولین اثر فقهی شیعی است که به جمع روایات مختلف پرداخته‌است. طبق گفته شیخ طوسی در مقدمه کتاب، طوسی ابتدا حکم شرعی مورد استنباط خودش را به همراه روایت مدنظر بیان کرده و در ادامه روایات مخالف فتوایش را می‌آورد. در نهایت راه جمع یا طرح روایات را توضیح می‌دهد. این اثر با کتاب تهذیب در تنظیم شدن بر اساس کتاب مقنعه، حذف اسانید برای اختصار و کوشش در رفع تعارض میان روایات مشترک است. شیخ طوسی در این اثر روایات را به دو دسته متواتر و غیر متواتر، و غیر متواتر را نیز به دو دسته روایات همراه با قرائن و روایات بدون قرائن (آحاد) تقسیم‌بندی می‌نماید. بر اساس این تقسیم‌بندی روایات آحاد بدون معارض، مورد پذیرش هستند و در صورت داشتن تعارض، باید قواعد تعادل و تراجیح در تعیین روایت حجت مورد استفاده قرار گیرد. همچنین شیخ در این اثر به بیان برخی از قرائن برای اعتبار روایت پرداخته‌است. تمام نقدهایی که بر کتاب تهذیب وارد شده بود، بر استبصار نیز وارد شده‌است.

## فهرست آثار شیخ طوسی
راهنمای فهرست: (      ن/م = نامشخص       مفقود = نسخه مفقود شده       چاپی = نسخه چاپ شده       خطی = نسخه خطی       = دارای ترجمه فارسی       ~ = تاریخ تقریبی نگارش       ص. چ = صفحه چاپی / ص. خ = صفحه خطی / ج. چ = جلد چاپی / ر. = ردیف)
| عنوان نام دیگر                                           | موضوع اثر  | تاریخ نگارش (هـ. ق) | تاریخ نگارش (هـ. ق) | تاریخ نگارش (هـ. ق) | حجم اثر  | وضعیت نشر | توضیحات |
| عنوان نام دیگر                                           | موضوع اثر  | آغاز                | پایان               | ترتیب               | حجم اثر  | وضعیت نشر | توضیحات |
| -------------------------------------------------------- | ---------- | ------------------- | ------------------- | ------------------- | -------- | --------- | --- |
| اختیار معرفة الرجال اختیار الرجال                        | رجال       | ۴۵۶                 | —                   | ۲۸                  | ۲۵۲ ص. خ | چاپی      | شیخ طوسی در این اثر، اقدام به تصحیح کتاب رجال کشی نموده‌است و آن را به صورت آمالی به شاگردان خویش املا نمود. |
| اصول العقائد                                             | اصول عقائد | —                   | —                   | —                   | —        | —         | شیخ طوسی از این اثر در کتاب الفهرست خویش یاد کرده و آن را بزرگ توصیف نموده که با موضوع توحید و عدل نگاشته شده‌است. برخی رسالة فی الاعتقادات را نام دیگر این اثر گزارش کرده‌اند.                                                                                         |
| الاستبصار فیما اختلف من الاخبار                          | حدیث       | —                   | —                   | ۳                   | ۴ ج. چ   | چاپی      | این اثر، از کتب اربعه شیعه محسوب می‌شود. آقابزرگ تهرانی، ۱۸ عنوان کتاب را در شرح و حواشی این اثر گزارش کرده‌است. |
| الاستیفاء فی الامامة                                     | اصول عقائد | —                   | —                   | ۵                   | —        | مفقود     | از این اثر، نسخه‌ای موجود نیست و برخی به اشتباه آن را همان تلخیص الشافی دانسته‌اند. |
| الاقتصاد الهادی الی طریق الرشاد                          | کلام       | ۴۴۰                 | ۴۴۷                 | ۲۵                  | ۳۱۶ ص. چ | چاپی      | شیخ این اثر را در موضوع عبادات و اصول عقائد نگاشته و در آن رعایت اختصار را نموده‌است. |
| الاعتقادات                                               | اصول عقائد | —                   | —                   | —                   | —        | چاپی      | در این اثر، شیخ ۲۵ دلیل برای اثبات توحید، نبوت و امامت بیان می‌دارد. این کتاب در ضمن کتاب رسالة العشر به چاپ رسیده‌است. |
| الامالی المجالس فی الاخبار                               | حدیث       | ۴۵۵                 | ۴۵۸                 | ۲۹                  | ۷۳۷ ص. چ | چاپی      | این کتاب، با املاء شیخ به شاگردانش نگاشته شده‌است. اولین جلسه این کتاب، مربوط به شهر بغداد بوده و آخرین جلسه آن نیز در نجف املاء گردیده‌است. |
| الایجاز فی الفرائض و المواریثمختصر فی الفرائض و المواریث | فقه        | —                   | —                   | ۱۳                  | —        | چاپی      | این کتاب از مآخذ بحارالانوار است و قطب‌الدین راوندی این اثر را شرح داده‌است. |
| التبیان فی تفسیر القرآن                                  | تفسیر      | —                   | —                   | ۱۶                  | ۱۰ ج. چ  | چاپی      | شیخ این تفسیر را در دوران سکونت در بغداد نگاشته‌است. این تفسیر اولین کتاب با این موضوع است که انواع علوم قرآنی در آن جمع شده‌است. ابوعبدالله محمد بن هارون این اثر ار تلخیص کرده‌است.                                                                                    |
| الجمل و العقود                                           | فقه        | ۴۳۵–۴۱۵~            | ۴۳۵–۴۱۵~            | ۱۲                  | ۱۶۱ صچ   | چاپی      | شیخ طوسی، این اثر را به درخواست قاضی ابن براج (نماینده شیخ در شام) نگاشته‌است. |
| الخلاف فی الاحکاممسائل الخلاف                            | فقه        | ۴۱۵~                | ۴۱۵~                | ۱۴                  | ۶ ج. چ   | چاپی      | این کتاب را شیخ در موضوع فقه مقارن نگاشته‌است. سید حسین بروجردی نیز بر این اثر تعلیقه نگاشته‌است. |
| العدة فی اصولعدة الاصول                                  | اصول فقه   | ۴۳۲~                | ۴۳۲~                | ۴                   | ۲ ج. چ   | چاپی      | شیخ این کتاب را در زمان حیات سید مرتضی نگاشته‌است. موضوع بخشی از کتاب، اصول فقه و بخشی دیگر، اصول دین می‌باشد. |
| الغیبة                                                   | اصول عقائد | ۴۴۴                 | ۴۴۷                 | ۲۶                  | ۴۷۹ ص. چ | چاپی      | بخشی از این کتاب در ۴۴۷ ه‍.ق به رشته تحریر درآمده‌است. موضوع کتاب در خصوص غیبت حجت بن الحسن است. |
| الفرق بین النبی و الامام                                 | کلام       | —                   | —                   | —                   | —        | چاپی      | شیخ از این کتاب در الفهرست خویش یاد کرده‌است. موضوع این اثر بیان فرق بین نبی و امام بوده‌است. این کتاب در ضمن کتاب رسالة العشر به چاپ رسیده‌است. |
| الفهرست                                                  | کتاب‌شناسی  | —                   | —                   | ۸                   | ۶۷۶ ص. چ | چاپی      | این آثار، از جمله آثار کتاب‌شناسی مصنفات و اصول شیعه است و همچنین در علم رجال کاربرد دارد. بخشی از این کتاب در زمان حیات سید مرتضی، بخشی دیگر پس از فوت سید مرتضی نگاشته شده‌است. سلیمان ماحوزی بر این کتاب شرحی نگاشته‌است. محقق حلی این اثر را تلخیص کرده‌است.          |
| الکافی                                                   | کلام       | —                   | —                   | —                   | —        | مفقود     | کتابی است در موضوع علم کلام، که هیچگونه اثری از آن در آثار شیخ و دیگران گزارش نشده‌است. تنها ابن شهرآشوب به این کتاب اشاره داشته‌است. |
| المبسوط فی فقه الامامیه                                  | فقه        | —                   | —                   | ۱۵                  | ۸ ج. چ   | چاپی      | این کتاب، در علم فقه و به صورت جامع تمام ابواب فقهی نگاشته شده‌است. این اثر آخرین اثر شیخ در زمینه فقه است. |
| المسائل الالیاسیة                                        | گوناگون    | —                   | —                   | —                   | —        | خطی       | شیخ در این کتاب، بیش از ۱۰۰ مسئله مختلف و گوناگون را جواب داده‌است. |
| المسائل الجنبلائیة                                       | فقه        | —                   | —                   | —                   | —        | خطی       | شیخ در این کتاب، به بیست و چهار مسئله پاسخ داده‌است. |
| المسائل الحائریة                                         | فقه        | ۴۳۶~                | —                   | —                   | —        | چاپی      | این اثر از مآخذ کتاب بحارالانوار است و شیخ در آن به سیصد مسئله فقهی پاسخ داده‌است. این کتاب در ضمن کتاب رسالة العشر به چاپ رسیده‌است. |
| المسائل الحلبیة                                          | فقه        | —                   | —                   | —                   | —        | خطی       | شیخ از این اثر در کتاب خویش الفهرست یاد کرده‌است. |
| المسائل الدمشقیة                                         | تفسیر قرآن | —                   | —                   | —                   | —        | خطی       | این کتاب شامل دوازده مسئله در تفسیر قرآن می‌باشد. شیخ در الفهرست خود، این کتاب را بی مانند می‌داند. |
| المسائل الرازیة                                          | کلام       | —                   | —                   | ۱۰                  | —        | مفقود     | این کتاب حاوی پانزده سؤال و جواب در مسئله وعید است که مشترکاً توسط سید مرتضی و شیخ طوسی پاسخ داده شده‌است. از این اثر نسخه‌ای در دست نیست. آنچه مشخص است، این اثر پیش از سال ۴۳۶ نگاشته شده‌است.                                                                          |
| المسائل الرجبیة                                          | تفسیر قرآن | —                   | —                   | —                   | —        | خطی       | این اثر در تفسیر یک یا چند آیه از قرآن نگاشته شده‌است. |
| المسائل القمیة                                           | —          | —                   | —                   | —                   | —        | مفقود     | عنایت‌الله قهپایی به نقل از الفهرست این کتاب را به شیخ طوسی منتسب می‌دارد اما نام این اثر در نسخه چاپی الفهرست موجود نیست. |
| المفصح فی الامامه                                        | کلام       | —                   | —                   | ۶                   | ۲۱ ص. چ  | چاپی      | شیخ این کتاب را به درخواست ابن‌براج نگاشته‌است. یک نسخه از این اثر در کتابخانه راجه فیض آباد هندوستان موجود است. |
| النقض علی ابن شاذان فی مسألة الغار                       | کلام       | —                   | —                   | ۳۱                  | —        | خطی       | از این اثر با همین نام در کتاب الفهرست یاد شده‌است. |
| النهایة فی مجرد الفقه و الفتاوی                          | فقه        | ۴۳۵–۴۱۵~            | ۴۳۵–۴۱۵~            | ۲                   | ۷۸۰ ص. چ | چاپی      | متن کتاب حاوی فتاوای فقهی شیخ اما به صورت بیان روایات است. |
| انس الوحیدانس التوحید                                    | —          | —                   | —                   | ۳۳                  | —        | مفقود     | شیخ طوسی در کتاب الفهرست خویش، این اثر را یاد کرده‌است و آن را یک مجموعه معرفی می‌کند. از این کتاب هیچ اثری باقی نمانده‌است و موضوع آن نیز به‌طور واضح مشخص نیست. |
| تلخیص الشافی                                             | کلام       | —                   | ۴۳۲                 | ۷                   | ۴ ج. چ   | چاپی      | این کتاب، شرحی بر کتاب الشافی فی الامامة اثر سید مرتضی است. این اثر در انتهای کتاب الشافی به چاپ رسیده‌است. |
| تهذیب الاحکام                                            | حدیث       | ۴۰۸                 | ۴۴۸                 | ۱                   | ۱۰ ج. چ  | چاپی      | این اثر نخستین اثر شیخ طوسی است که شرحی بر کتاب المقنعه، اثر شیخ مفید می‌باشد. تألیف این اثر به سال ۴۰۸ ه‍.ق آغاز شده‌است. شیخ تا سال ۴۱۳ ه‍. ق، کتاب طهارت و صلاه را به پایان رسانید و در سال ۴۴۸ ه‍. ق، کتاب به پایان رسیده‌است. بر این اثر، ۱۶ شرح و ۲۰ حاشیه گزارش شده‌است. |
| شرح جمل العلم و العملتمهید الاصول                        | کلام       | ۴۳۶–۴۵۰~            | ۴۳۶–۴۵۰~            | ۱۱                  | —        | خطی       | این کتاب، شرحی بر جمل العلم و العمل اثر سید مرتضی است. از آنجا که شیخ به شرح اصول علم و عمل کتاب سید مرتضی پرداخته‌است، نجاشی نام اثر را تمهید الاصول گزارش کرده‌است.                                                                                                   |
| رجال طوسیکتاب الابواب                                    | رجال       | —                   | —                   | ۹                   | ۴۵۲ ص. چ | چاپی      | این اثر، جزء کتب اربعه رجالی شیعه محسوب می‌شود و در دوران حیات سید مرتضی نگاشته شده‌است. این اثر توسط محمد شاه‌عبدالعظیمی نجفی (مـ ۱۳۳۴ ه‍.ق) این کتاب را تلخیص کرده و تحت عنوان کتابی به نام منتخب الرجال چاپ نموده‌است.                                                   |
| ریاضة العقول                                             | کلام       | ۴۴۵–۴۵۰~            | ۴۴۵–۴۵۰~            | ۲۰                  | —        | خطی       | این کتاب، شرح شیخ بر کتاب مقدمة فی المدخل الی علم الکلام از آثار خودش بوده‌است. |
| شرح الشرح فی الاصول                                      | اصول الفقه | —                   | —                   | ۳۵                  | —        | خطی       | این کتاب، آخرین اثر شیخ است که به صورت املاء به شاگردان تصنیف شده‌است. این اثر با درگذشت شیخ، ناقص مانده‌است. برخی این اثر را همان کتاب اصول العقائد شیخ می‌دانند. |
| ما لایسع المکلف الاخلال بهما لا یسع المکلف ترکه          | کلام       | —                   | —                   | ۱۸                  | —        | چاپی      | در هیچ‌یک از آثار شیخ، از این کتاب یاد نشده‌است؛ و احتمالاً یکی از دو رساله مسائل الکلامیه یا رساله فی الاعتقادات باشد. |
| ما یعلل و ما لا یعلل                                     | کلام       | —                   | —                   | ۱۷                  | —        | مفقود     | این اثر در علم کلام نگاشته شده‌است و امروزه از آن نسخه‌ای در دست نیست. |
| مختصر اخبار المختار بن ابی عبید الثقفیاخبارالمختار       | گوناگون    | —                   | —                   | ۳۰                  | —        | خطی       | در این اثر از اخبار مختار ثقفی گزارش شده‌است. |
| مختصر المصباحمصباح الصغیر                                | ادعیه      | —                   | —                   | —                   | ۲۸۸ ص. خ | خطی       | شیخ در این اثر به تلخیص مصباح المتهجد پرداخته‌است. |
| مختصر فی عمل یوم و لیلةیوم و لیله                        | فقه        | ۴۳۶–۴۳۰~            | ۴۳۶–۴۳۰~            | ۲۳                  | —        | چاپی      | شیخ در این اثر به بیان برخی از عبادات از جمله نمازهای نوافل اشاره کرده‌است. این کتاب در ضمن کتاب رسالة العشر به چاپ رسیده‌است. |
| مسائل ابن البراج                                         | فقه        | —                   | —                   | —                   | —        | مفقود     | به گفته آقابزرگ تهرانی، شیخ از این اثر در کتاب الفهرست خویش یاد کرده‌است اما در الفهرست چاپی، این کتاب گزارش نشده‌است. |
| مسائل الکلامیه                                           | کلام       | —                   | ۴۴۷                 | —                   | —        | چاپی      | این کتاب شامل ۳۴ مسائله کلامی با موضوع‌های توحید، نبوت و امامت است. این کتاب در ضمن کتاب رسالة العشر به چاپ رسیده‌است. |
| مسألة فی الاحوال                                         | —          | —                   | —                   | ۲۱                  | —        | مفقود     | این اثر در زمان حیات نجاشی نگاشته شده‌است. |
| مسألة فی العمل بخبر الواحد و بیان حجیتهحجیة الاخبار      | اصول فقه   | —                   | —                   | ۲۲                  | —        | مفقود     | از این اثر نسخه‌ای موجود نیست و در زمان حیات نجاشی نگاشته شده‌است. |
| مسألة فی تحریم الفقاع                                    | فقه        | ۴۴۶–۴۳۶~            | ۴۴۶–۴۳۶~            | —                   | —        | چاپی      | از این اثر، سه نسخه در کتابخانه‌های میرزا محمد طهرانی سامرا، حسینی شوشتری نجف و فیض آبادی هندوستان گزارش شده‌است. این کتاب در ضمن کتاب رسالة العشر به چاپ رسیده‌است. |
| مسألة فی مواقیت الصلاة                                   | فقه        | —                   | —                   | —                   | —        | مفقود     | از این اثر، تنها ابن شهر آشوب در معالم العلماء یاد کرده‌است. |
| مسألة فی وجوب الجزیة علی الیهود و المنتمین الی الجبابرة  | فقه        | —                   | —                   | —                   | —        | مفقود     | شیخ از این کتاب در الفهرست خود گزارشی به میان نیاورده‌است اما عنایت الله قهبائی این کتاب را در مجمع الرجال به شیخ طوسی منسوب می‌داند. |
| مسائل الاصولمسألة فی الاصول یا مسائل الاصول              | اصول عقائد | —                   | —                   | —                   | —        | خطی       | در هیچ‌یک از کتب رجال و تراجم از این اثر یاد نشده‌است و واعظ زاده خراسانی این اثر را به شیخ طوسی نسبت داده‌است. |
| مصباح المتهجد                                            | ادعیه      | ۴۰۸                 | —                   | ۲۴                  | ۲ ج. چ   | چاپی      | نگاشتن این اثر یکی از دلایل هجرت شیخ به نجف گردید چرا که وی در این کتاب، عمر، عثمان و ابوبکر را لعن کرده‌است. |
| مقتل الحسین علیه‌السلام                                   | مقتل       | —                   | —                   | ۳۴                  | —        | چاپی      | شیخ از این اثر در کتاب الفهرست یاد کرده‌است. |
| مقدمة فی المدخل الی علم الکلام                           | کلام       | —                   | ۴۴۴                 | ۱۹                  | —        | چاپی      | این اثر به املاء شیخ و به کتابت نظام الدین محمود بن علی خوارزمی نگاشته شده‌است. این کتاب در ضمن کتاب رسالة العشر به چاپ رسیده‌است. |
| مناسک الحج فی مجرد العمل                                 | فقه        | —                   | —                   | ۳۲                  | —        | خطی       | کتابی در اعمال و مناسک حج است. |
| هدایة المسترشد و بصیرة المتعبد                           | ادعیه      | —                   | —                   | ۲۷                  | —        | مفقود     | امروزه از این اثر، نسخه‌ای موجود نمانده‌است. با این وجود، بنا به گزارش مجلسی، نسخه‌ای از این اثر تا سال ۵۹۹ ه‍.ق به‌طور کامل موجود بوده‌است. |